# Dødedansen (film fra 1912)
|  | For alternative betydninger, se Dødedans |
Dødedansen (originaltitel: Der Totentanz) er en tysk stumfilm fra 1912 instrueret af Urban Gad med Asta Nielsen i hovedrollen. Det var en af de første film, der blev produceret i de nye filmstudier i Berlin, Studio Babelsberg.

## Handling
Ingeniør Burk, der er gift med Bella (spillet af Asta Nielsen), rammes af en ulykke, og ægteparrets økonomi bliver anstrengt. Bella må begynde at optræde for at skaffe penge. En komponist forelsker sig i Bella, hvilket er ved at ødelægge ægteskabet. Bella myrder komponisten ...

## Medvirkende
- Asta Nielsen som Bella Burk
- Oskar Fuchs som Ingeniør Burk
- Fritz Weidemann som Czerneck
- Fred Immler
- Emil Albes